# Мацеюв (Малопольское воеводство)
Маце́юв (пол. Maciejów) — село в Польше в сельской гмине Слабошув Мехувского повета Малопольского воеводства.
Село располагается в 6 км от административного центра гмины села Слабошув, в 14 км от административного центра повета города Мехув и в 43 км от административного центра воеводства города Краков.
В 1975—1998 годах село входило в состав Келецкого воеводства.